# إثيل ماي جاكوبسون
إثيل ماي جاكوبسون (بالإنجليزية: Ethel May Jacobson)‏ هي صحفية نيوزيلندية، ولدت في 6 سبتمبر 1877، وتوفيت في 14 يونيو 1965.